# Ян Гюйген ван Лінсхотен
Ян Гюйґен ван Лінсхотен (гол. Jan Huygen van Linschoten, 1563 — 8 лютого 1611) — голландський мореплавець, картограф та письменник. Альтернативне (сучасне голландське) написання його другого імені — Huijgen.
Лінсхотен багато подорожував регіонами Азії (Ост-Індії), що належали Португалії або знаходились під португальським впливом. Служив секретарем португальського архієпископа в Гоа між 1583 і 1588 роками. Став відомий завдяки публікації в Європі важливої систематизованої інформації про азійську торгівлю та мореплавання, яку португальці тримали в секреті. У 1596 р. він опублікував книгу «Itinerario» (пізніше видану англійською як «Discours of Voyages into Ye East & West Indies»), де вперше в Європі графічно відображені детальні карти подорожей до Ост-Індії, зокрема до Індії. Під час свого перебування в Гоа, Ян Гюйґен методично копіював строго секретні карти аркуш за аркушем. Що ще більш важливо, Ян Гюйґен надав навігаційні дані, такі як течії, глибини, острови та мілини, що було абсолютно важливим для безпечної навігації, а також зображення фрагментів узбережжя для орієнтації на місці. Публікація навігаційних маршрутів дозволила відкрити торгові шляхи в Ост-Індію голландцям, французам та англійцям. Як наслідок, Голландська Ост-Індійська компанія та Британська Ост-Індійська компанія в XVII ст. зруйнують монополію, якою користувалися португальці у своїй торгівлі з Ост-Індією протягом всього XVI століття.

## Народження і раннє життя
Ян Гюйґен народився в Гарлемі (Нідерланди), 1563 року, в родині нотаріуса. Сім'я переїхала до міста Енкгейзен, коли він був молодим. Додаток прізвища ван Лінсхотен могло б свідчити про те, що його сім'я походила з однойменного поселення біля Утрехту.
У 1579 р. Гюйґен виїхав до Іспанії до свого старшого брата Віллема, який працював купцем у Севільї. Він вивчив іспанську мову і працював там до 1580 року, після чого влаштувався на роботу в Лісабон, Португалія, співпрацюючи з іншим купцем. Спад торгівлі змусив його шукати альтернативи. За протекцією Віллема, який був знайомий з новопризначеним архієпископом португальської колонії Гоа, домініканцем Фра Жуаном Вісенте да Фонсека, молодший Гюйґен був призначений секретарем архієпископа. 8 квітня 1583 р. Гюйґен вирушив у п'ятимісячну подорож до Гоа через Мадейру, Гвінею, мис Доброї Надії, Мадагаскар і Мозамбік.

## Гоа

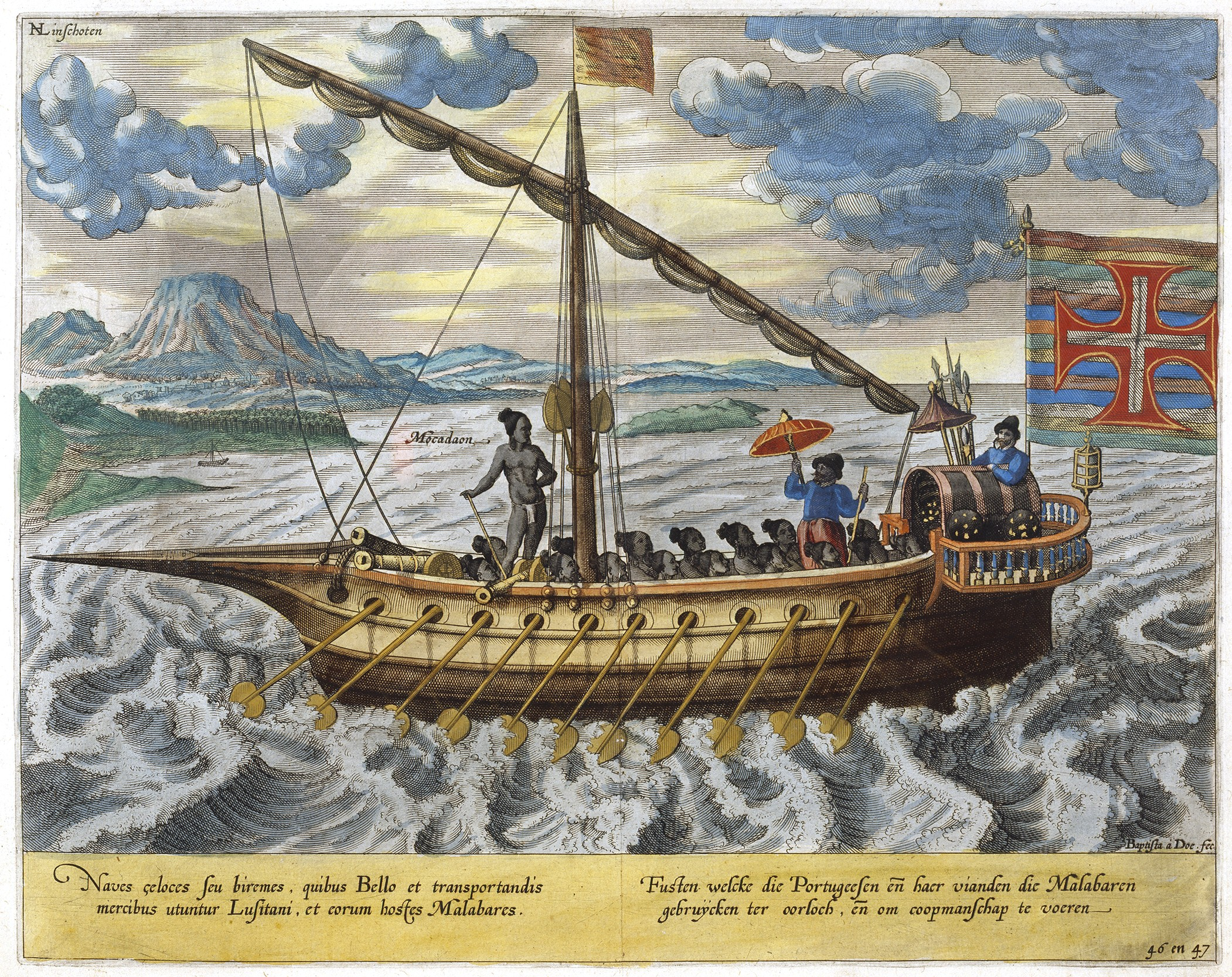
Португальська фуста із книги «Itinerario» Лінсхотена

Перебуваючи в Гоа, Ян Гюйґен вів щоденник своїх спостережень за португальським містом, збираючи інформацію про європейців, індійців та інших азійців, які там мешкали. Він також мав доступ до карт та іншої привілейованої інформації про торгівлю та португальське судноплавство в Південно-Східній Азії та використовував свої навички картографії та малювання, щоб копіювати та малювати нові карти, відтворюючи на них значну кількість морської та комерційної інформації. Кілька морських карт, які він скопіював, португальці ретельно тримали в таємниці більше століття.
Пізніше, повернувшись до Енкгейзена, він збирав звіти від інших мандрівників, таких як його друг Дірк «Китаєць» Герріц, також мешканця Енкгейзена, який заробив своє прізвисько завдяки подорожам на Далекий Схід, і був першим голландцем, який подорожував до Китаю та Японії у трьох плаваннях на Нау-ду-Трато як констебль артилерії. Ян Гюйґен описав умови торгівлі між різними країнами та морські шляхи для подорожей між ними. Пізніше ця інформація допомогла як голландцям, так і англійцям кинути виклик португальській монополії на ост-індійську торгівлю.
Смерть у 1587 року його роботодавця, архієпископа Гоа, під час його поїздки до Лісабона для звітування перед королем Португалії, означала закінчення секретарської кар'єри Гюйґена. Він вирушив у Лісабон у січні 1589 р., зупинившись на португальській перевалочній базі на острові Святої Єлени в травні 1589 р.

## Азорські острови

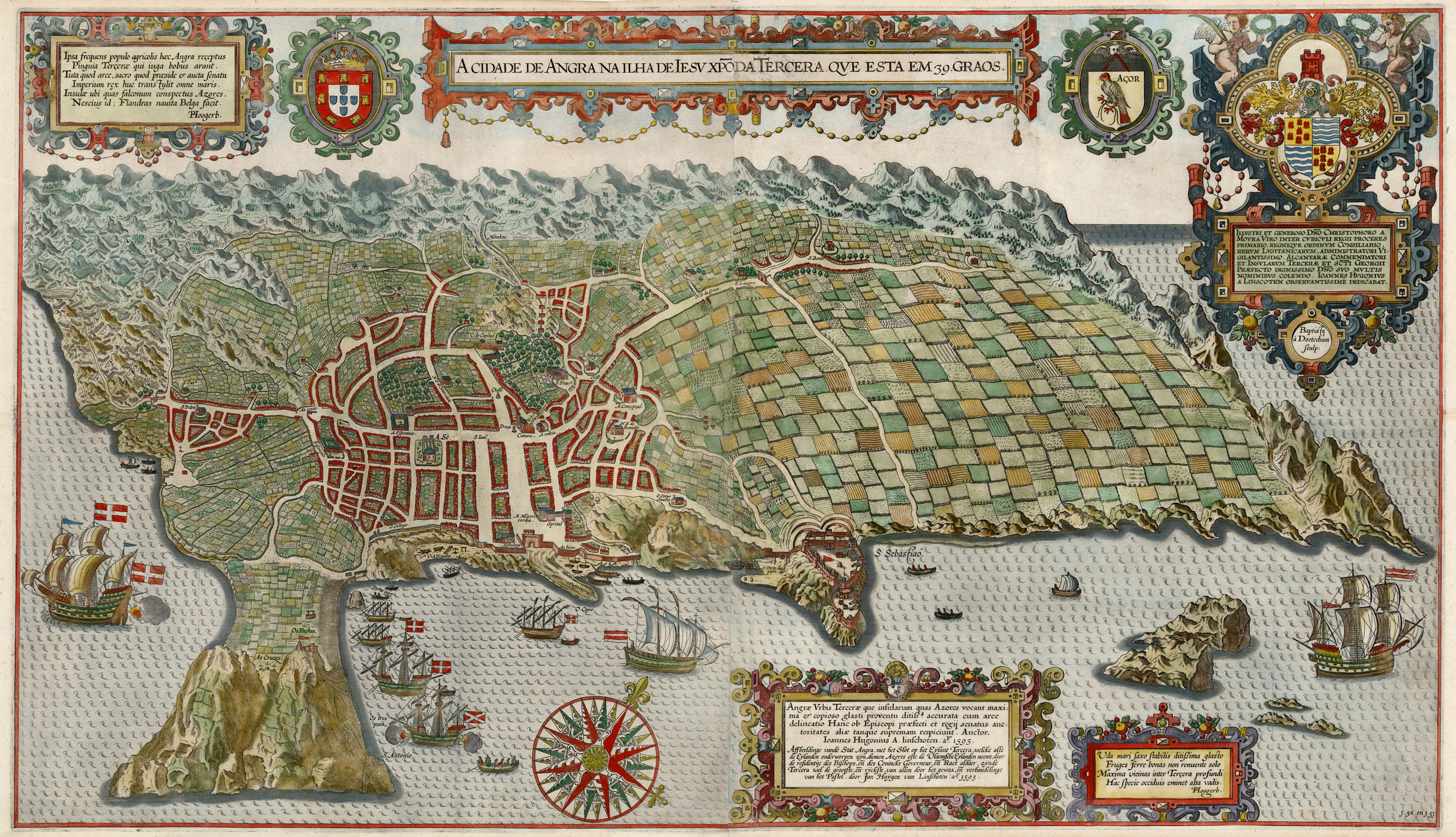
Острів Терсейра, Азорські острови. Кольорова гравюра з Itinerario

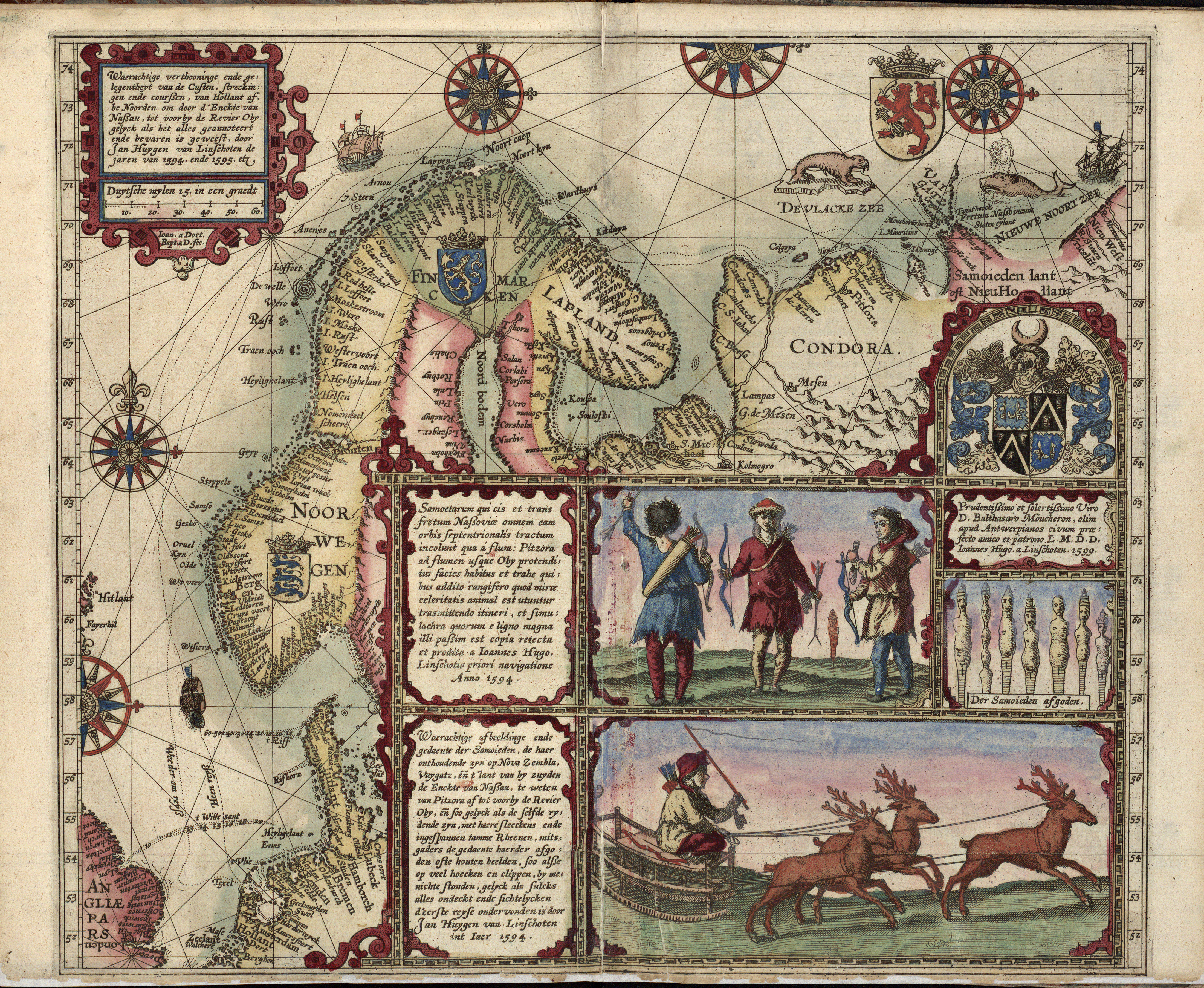
Карта першого плавання Баренца і Лінсхотена. (з Щоденника Яна Гюйґена Лінсотена, 1601).

Зворотній шлях був перерваний в серпні 1589 року на Азорських островах, біля острова Корву, коли флотилію з шести суден (п'ять з Індії та одне з Малакки), на одному з яких перебував Лінсхотен, почали переслідувати кораблі англійських піратів Френсіса Дрейка і лорда Камберленда. Це змусило португальців судна шукати прихистку в порту Ангра на о. Терсейра, що находився під владою португальців. Однак 4 серпня сильний шторм обрушився на місто і кораблі, які стояли на якорі в затоці. Через шторм галеон з Малакки затонув, а сам Лінсхотен пізніше згадував про це у своєму «Itinerario»: 
«У цій корабельній аварії корабля з Малакки було втрачено багато цінних товарів, оскільки він був найбагатшим з усіх кораблів, і він привіз з Китаю, Молукських островів та інших островів багато дорогоцінностей, таких як шовк, золоті та срібні предмети, порцеляна та інші цінні речі, тюки з якими спливали у воді і прибивались на узбережжя, все ще збираючи частину цього товару, а також деяку кількість перцю, гвоздики та мускатного горіха (…). Все те, що вдалось врятувати було доставлено до митниці, що є місцем сплати податків, щоб вони не уникнули сплати податку, незалежно від жалюгідного стану тих, хто після неймовірно важкої та надзвичайно складної трирічної поїздки зазнав таких великих збитків із втратою цього корабля» (Itinerario).
Через цю кораблетрощу Лінсхотен затримався в місті Ангра на два роки, щоб вести звіт цінностям, які піднімались з затонулого галеона. У цей період він подорожував островом як наземним, так і морським шляхом, описавши враження через кілька років в своїй книзі. На доручення губернатора острова Хуана де Урбіна, Лінсхотен виготовив карту і серію зображень Ангри і острова Терсейра. Зображення Ангри Лінсхотена вважається найпершим її відтворенням.
Гюйґен дістався Лісабону лише в січні 1592 року. Там він провів шість місяців, перш ніж у липні 1592 р. вирушив до рідного Енкгейзена.

## Перше плавання з Баренцем

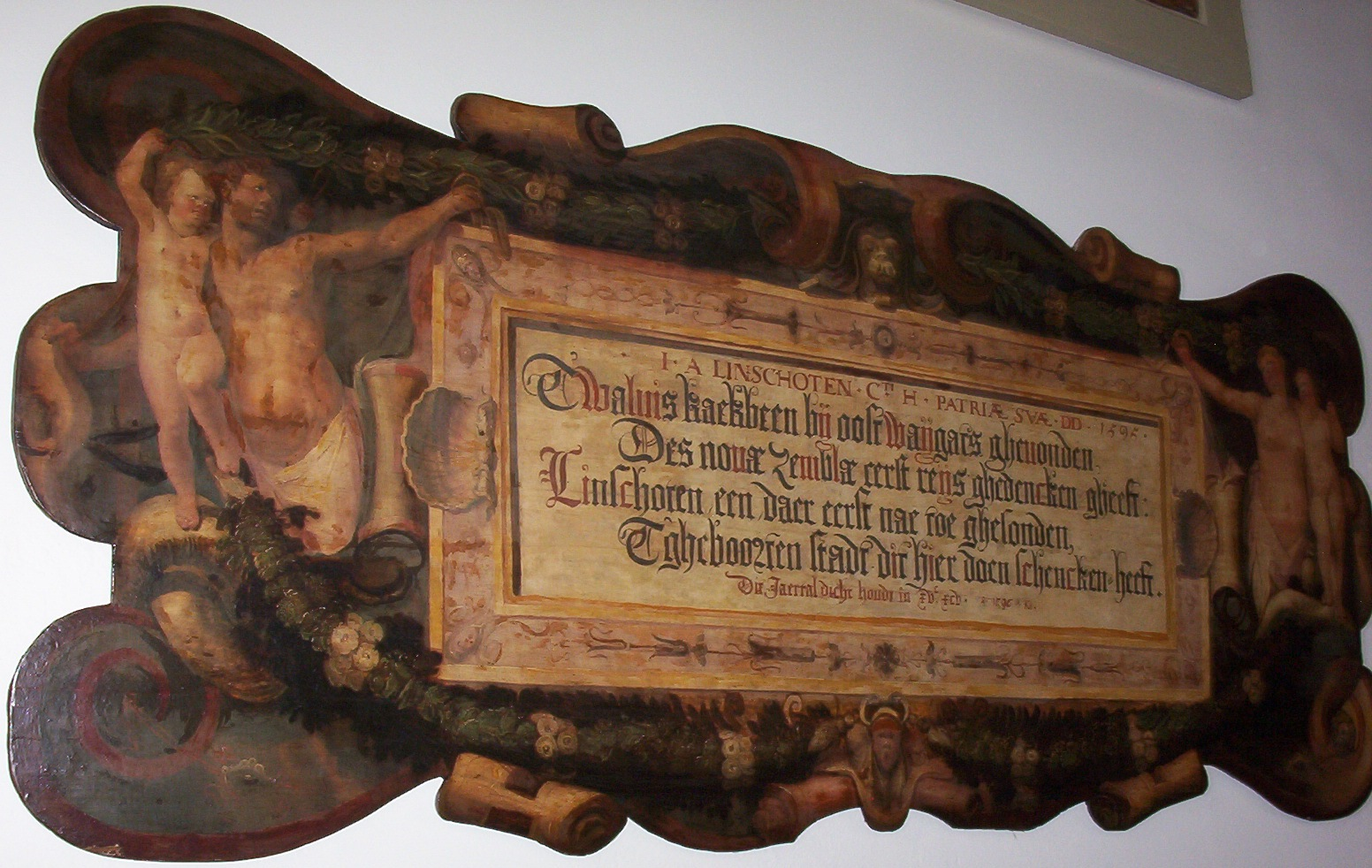
Меморіальна дошка, виготовлена Карелом ван Мандером на згадку про китову кістку з експедиції Баренца, подаровану місту Гарлем ван Лінсхотеном

У червні 1594 році Гюйґен (нині записаний як Linschoten) відплив з о. Тесел в експедицію, організовану голландським купцем Балтазаром де Мушероном з Антверпена для пошуку Північно-східного проходу в Азію через Арктику (голландці називали його «шлях через Північний Мис до Катей та островів прянощів»). Голландці шукали цей прохід через бажання уникнути зіткнення з португальцями, які контролювали південний шлях навколо мису Доброї Надії і тому, що вважали, що північний шлях через Арктику набагато коротший, ніж південний навколо Африки.
Флот із трьох кораблів на чолі з голландським картографом Віллемом Баренцом мав зайти в Карське море з надією знайти Північно-східний прохід в Азію над Сибіром. На острові Вільямс екіпаж вперше зіткнувся з білим ведмедем. Їм вдалося затягнути його на борт, але ведмідь розлютився і був убитий. Баренцу та Корнеліус Нею вдалось дійти до західного узбережжя Нової Землі, але коли кораблі пройшли вздовж її берегів на північ, великі айсберги змусили повернути їх назад.

## Друге плавання з Баренцем

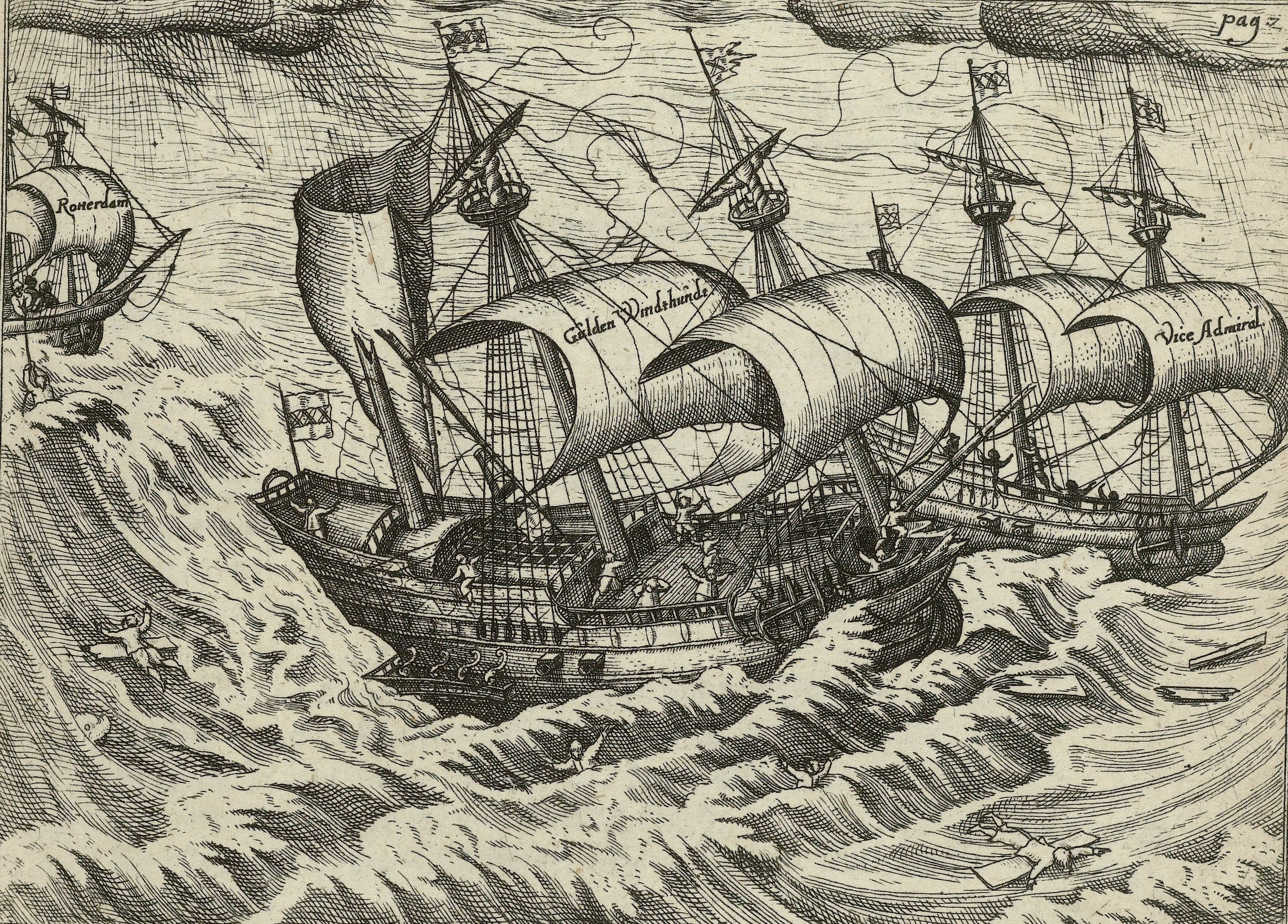
Флагман Баренца «Гульден Віндтунде» ледь не зіткнувся з кораблем віце-адмірала Лінсхотена. 6 серпня 1595 р.

Наступного, 1595 року, Баренц знову відплив на пошуки Північно-Східного проходу на чолі флотилії з шести кораблів, завантажених товарами, які були призначені для торгівлі з Китаєм. Експедиція натрапила на «диких людей» (самоїдів), і врешті-решт була змушена повернутись назад, коли на входу в Карський пролив виявила, що внаслідок несприятливих погодних умов море замерзло. Лінсхотен був одним із двох членів флотилії, який видавав звіти про експедицію Баренца.
Ван Лінсхотен не брав участі у третьому, останньому плаванні Баренца.

## Повернення до Голландії
У 1595 р., за сприяння амстердамського видавця Корнеліса Клаеша, який спеціалізувався на судноплавстві, географії та подорожах, вийшла друком книга ван Лінсхотена — «Reys-gheschrift vande navigatien der Portugaloysers in Orienten» (Подорожні звіти про португальське судноплавство на Сході). Ця робота містила описи численних морських маршрутів не тільки для судноплавства між Португалією та колоніями Ост-Індії, але також між Індією, Китаєм та Японією. Вона також містить одне з найбільш ранніх європейських повідомлень про вживання чаю в Японії:

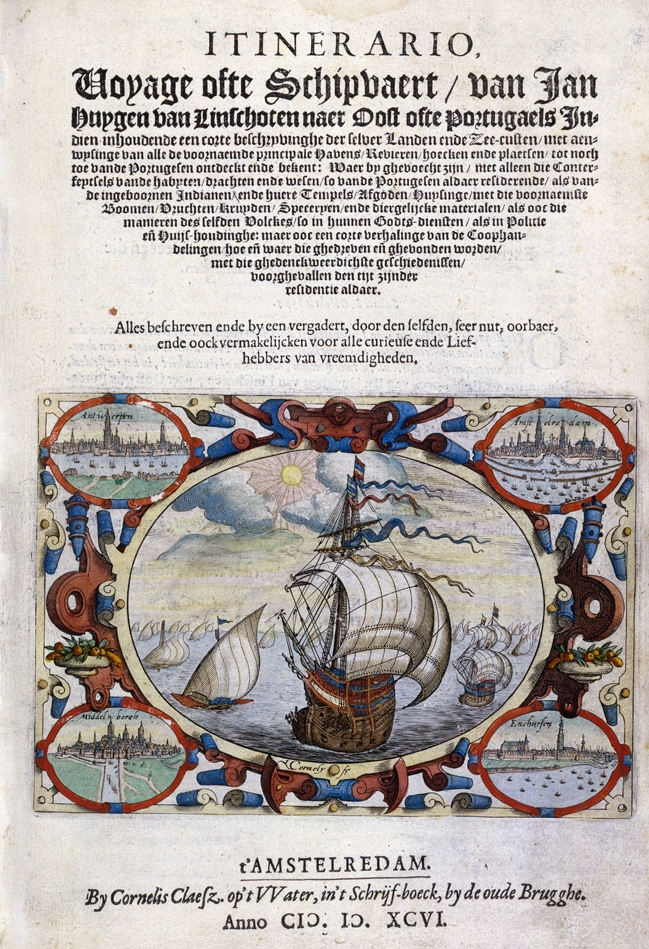
Обкладинка першого видання Itinerario Лінсхотена

«Їхня манера їсти та пити така: у кожної людини є персональний стіл, без скатертини та серветок, і їдять за допомогою двох шматочків дерева, як люди з Чини: вони п'ють вино з рису, через яке робляться п'яні, а після м'яса вони вживають певний напій, який являє собою горщик з водою, яку вони п'ють такою гарячою, як тільки можуть, будь то зима чи літо… Вищезазначена тепла вода виготовляється з порошком певної трави, який називається Чаа, і який вони дуже люблять і шанують»
У тому ж 1595 році він одружився з Рейною Мейнер Сейменс з Енкгейзена. Вона була «вже на четвертому місяці вагітності від свого потенційного другого чоловіка…. На момент її заручин Рейні Сейменс було тридцять один рік і вона мала трьох дітей. Морська кар'єра її коханого, можливо, пришвидшило їх одруження».

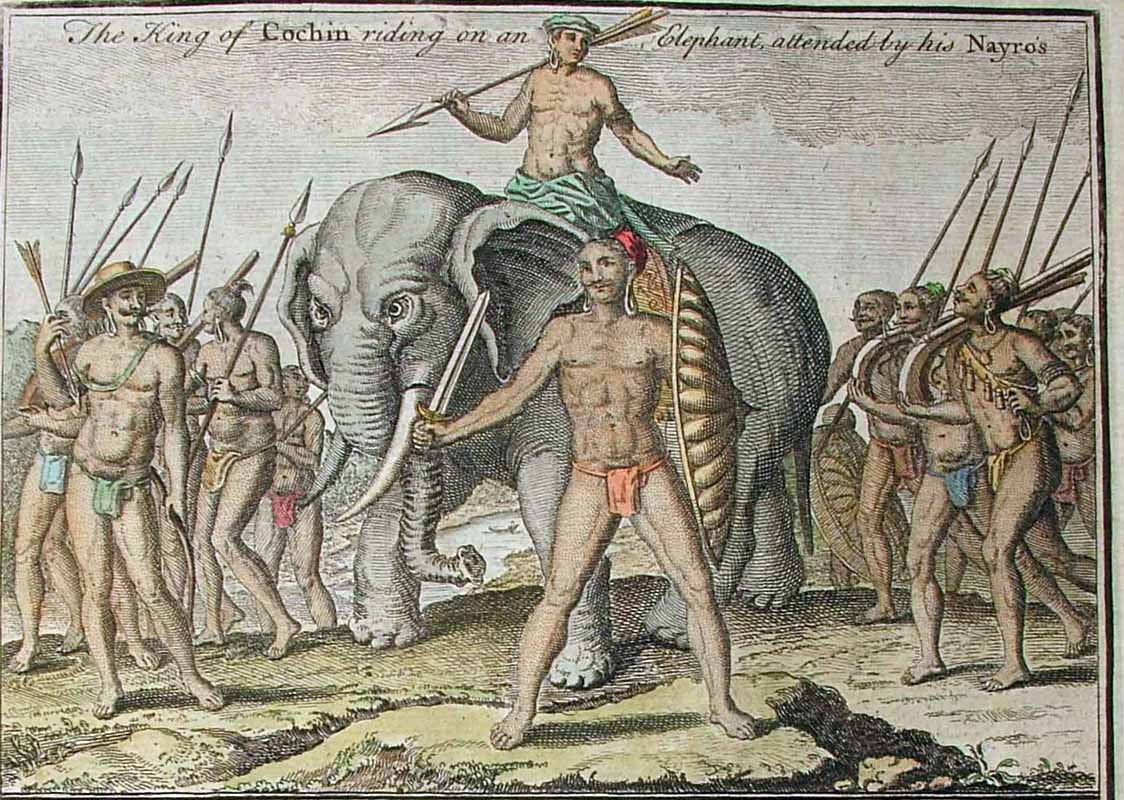
Король Кочина верхи на слоні зі своєю свитою

Ян Гюйґен також написав дві інші книги: Beschryvinghe van de gantsche custe van Guinea, Manicongo, Angola ende tegen over de Cabo de S. Augustijn in Brasilien, de eyghenschappen des gheheelen Oceanische Zees (Опис усього берега Гвінеї, Маніконго, Анголи і аж до Кабо-де-Сент-Августус в Бразилії, Характеристика цілого Атлантичного океану), опублікована в 1597 р .; та Itinerario: Voyage ofte schipvaert van Jan Huyghen van Linschoten naer Oost ofte Portugaels Indien, 1579—1592  [Архівовано 9 лютого 2008 у Wayback Machine.] (Звіт про подорож моряка Яна Гюйґена ван Лінсхотена до португальської Ост-Індії в 1579—1592 рр.), опублікований у 1596 році. Карту, опубліковану в цій книзі — «Повний і детальний опис… регіонів Китаю, Кохінхіни, Камбоджі, Чампи, Сіама, Малакки, Аракана і Пегу» (Exacta & accurata delinatio… regionibus China, Cauchinchina, Camboja, sive Champa, Syao, Malacca, Arracan & Pegu [Архівовано 4 березня 2016 у Wayback Machine.]), підготував Петер Планціус.
Англомовне видання «Itinerario» було опубліковане в Лондоні в 1598 р. Під назвою «Iohn Huighen van Linschoten his Discours of Voyages into ye Easte & West Indies». Того ж року вийшло друком німецьке видання. Воно вважалось дуже важливим і було опубліковане латинською мовою у Франкфурті в 1599 р. Ще два латинських переклади вийшли в Амстердамі у 1599 році і у Франції в 1610 р.
«Itinerario» продовжували перевидавати після смерті Лінсхотена в 1611 році аж до середини 17 століття. Ян Гюйґен також опублікував у 1597 р. голландський переклад книги отця Хосе де Акости про Іспанську Америку під назвою Historia naturael ende morael van de Westersche Indien та власний академічний звіт про свої подорожі на Північ у 1601 р. Він став акціонером VOC (Ост-Індійської Компанії) у 1606 році. У 1609 р. він також опублікував на голландській мові лист герцога Лерми, улюбленця короля, до Філіпа III Іспанського, про повстання морисків в Іспанії. Того ж року його попросили дати висновок щодо заснування майбутньої WIC (Вест-Індійської компанії).
На додаток до детальних карт цих місць, Лінсхотен також надав географічний «ключ» для розблокування португальської блокади при проходженні через Малаккську протоку. Він запропонував торговцям подорожувати до Ост-Індії обходячи Суматру з півдня через Зондську протоку, тим самим мінімізуючи ризик втручання Португалії. Зрештою цей прохід став головним голландським шляхом до Південно-Східної Азії і його використання започаткувало колонізацію територій, з яких складається сучасна Індонезія.
Ці дані широко використовувались при підготовці першої голландської експедиції в Ост-Індію (1595—1597) на чолі з Корнеліусом де Гаутманом. Лінсхотен запропонував для експедиції новий маршрут в Ост-Індію — через Індійський океан на захід від Мадагаскару до острова Ява, якого дотримувався і Хаутман і інші голландські мореплавці протягом багатьох років, а також брав участь у дебатах щодо підготовки флоту і пунктів його призначення. Через це Лінсхотен особисто вступив у полеміку з Петром Планціусом, який пізніше став картографом ОІК, щодо як підготовки флоту Хаутмана, так і щодо плавання на Північ. Він також тісно співпрацював з Лукасом Яансоном Вагенаером та Бернардусом Палуданом.
До 1610 Лінсхотен усвідомив, що його «Звіти» принесли неабияку користь голландцям, тож він звернувся до Генеральних штатів щодо призначення йому щорічної пенсії на знак визнання його заслуг. Проте йому було відмовлено у задоволенні цього прохання.
Лінсхотен помер в Енкгейзені, де він виконував функції скарбника міста з 1597 р.

## Спадщина та відзначення пам'яті
- Товариство Лінсхотена було засновано в 1908 р. для публікації рідкісних або неопублікованих голландських подорожніх звітів про морські мандрівки, подорожі сушею та описи країн. В XXI столітті воно розміщується в Амстердамському музеї кораблів.
- Нідерландський банк ABN-AMRO заснував на його честь нагороду ім. Яна Гюйґена ван Лінсхотена за ділову досконалість. У 2007 році нею було нагороджено нідерландську креативну фірму OMA за успіхи по виведенню та підтримці бізнесу на ринках, що розвиваються, таких як Китай, Казахстан та Об'єднані Арабські Емірати.
- На честь Яна Гюйгена Лінсхотена названо невелику планету 10651 van Linschoten.

## Видання
Перші видання робіт:
- Van Linschoten, Jan Huygen, Reys-gheschrift vande navigatien der Portugaloysers in Orienten Cornelis Claesz., Amsterdam (1595) Volledige weergave via Google Books
- Van Linschoten, Jan Huygen, Itinerario, Voyage ofte schipvaert van Jan Huyghen van Linschoten naer Oost ofte Portugaels Indien, 1579—1592 [Архівовано 7 квітня 2015 у Wayback Machine.] Cornelis Claesz., Amsterdam (1596) Volledige weergave via Google Books
- Van Linschoten, Jan Huygen, Beschrijvinge vande gantsche custe van Guinea, Manicongo, Angola, Monomotapa eñ tegen over de Cabo de S. Augustijn in Brasilien. Cornelis Claesz., Amsterdam (1596)
- Van Linschoten, Jan Huygen, Voyagie, ofte schip-vaert, van Ian Huyghen van Linschoten, van by Noorden om langes Noorvvegen de Noortcaep, Laplant, Vinlant, Ruslandt, de VVitte Zee, de custen van candenoes, Svvetenoes, Pitzora …: VVaer inne seer distinctelicken verbaels-ghewijse beschreven ende aenghewesen wordt, alle t'ghene dat hem op de selve reyse van dach tot dach bejeghent en voorghecomen is … Anno 1594. en[de] 1595
- Van Linschoten, Jan Huygen, Een t'samen-sprekinghe, daer besonderlicken in gehandelt worden de dingen die geschiet zijn in Roomen t'iaer van 1527. Ter eeren Godts ende d'algemeene welvaert vande Christelijcke Gemeente / Eerst in spaens ghedruckt binnen Parijs t'iaer 86. ende als nu overgeset wtten Spaensche in onse Nederduijtsche tale door Ian Huyghen van Linschoten. Tot Enchvysen. By Jacob Lenertsz. Meyn / Boeckvercooper / woonende op den hoeck van de Kerck brugge / in t Schrijfboeck. Anno 1599.[15]
- 1598 English translation, John Huighen van Linschoten, His discours of voyages into ye Easte and West Indies: deuided into foure bookes London: John Wolfe. online [Архівовано 3 серпня 2020 у Wayback Machine.]. In Wolfe's ordering, the First Book [Архівовано 3 серпня 2020 у Wayback Machine.] is the 1596 Itinerario, Second Book [Архівовано 3 серпня 2020 у Wayback Machine.] is 1597 Beschryvinghe, Third Book [Архівовано 3 серпня 2020 у Wayback Machine.] is the 1595 Reys-gheschrift and the Fourth Book [Архівовано 3 серпня 2020 у Wayback Machine.] is Linschoten's translation of the revenues of the Spanish crown. In other editions, the 2nd and 3rd books are often switched around.
- 1598 John Huighen van Linschoten his Discours of Voyages into ye Easte & West Indies From the Collections at the Library of Congress

Репринти
- 1874–85 English edition, The Voyage of John Huyghen van Linschoten to the East Indies, 1874–85 edition, London: Hakluyt. Reprint of only the First Book of 1598 translation (vol. 1 [Архівовано 3 серпня 2020 у Wayback Machine.], vol. 2 [Архівовано 3 серпня 2020 у Wayback Machine.])

## Подальше читання
- Burnell, Arthur Coke; Tiele, P.A (1885), The voyage of John Huyghen van Linschoten to the East Indies, from the old English translation of 1598: the first book, containing his description of the East, London: The Hakluyt Society. Full text at Internet Archive.
- Van Linschoten; Jan Huyghen (2005), The Voyage of John Huyghen van Linschoten to the East Indies, Elibron Classics, the Hakluyt Society, ISBN 1-4021-9507-9, архів оригіналу за 12 грудня 2020, процитовано 30 листопада 2020
- Van Linschoten, Jan Huyghen. Voyage to Goa and Back, 1583—1592, with His Account of the East Indies : From Linschoten's Discourse of Voyages, in 1598/Jan Huyghen Van Linschoten. Reprint. New Delhi, AES, 2004, xxiv, 126 p. ISBN 81-206-1928-5.
- Synge, J.B. (1912). A Book of Discovery. Yesterday's Classics. ISBN 1-59915-192-8. Архів оригіналу за 10 червня 2011. Процитовано 30 листопада 2020.
- Willem Barentsz and the Northeast passage. University Library of Tromsø – The Northern Lights Route. Архів оригіналу за 24 серпня 2011. Процитовано 18 червня 2010.
- Koeman, C. (1985) «Jan Huygen van Linschoten», Revista da Universidade de Coimbra, Vol. 32, pp. 27–47. offprint [Архівовано 3 серпня 2020 у Wayback Machine.]

 Вікісховище має мультимедійні дані за темою: Ян Гюйген ван Лінсхотен